# 熊本県立熊本高等学校
熊本県立熊本高等学校（くまもとけんりつ くまもとこうとうがっこう, 英: Kumamoto Prefectural Kumamoto High School）は、熊本県熊本市中央区新大江に所在する公立高等学校。
略称は「熊高」（正式にはクマコウ、一般には熊工こと熊本工業高校との区別のためクマタカと呼ばれる）。

## 概要
歴史
1900年（明治33年）に熊本県中学済々黌より分離開校した熊本県中学第二済々黌を前身として創立。2020年（令和2年）に創立120周年を迎えた。
建学の精神・校風
「士君子」 たるの修養を目標とし、徳性、智能、体力ともにすぐれた人物の養成を図る。「士君子」とは、熊中末期の戦時中には、“士＝さむらい”と解されていたが、現在の熊高では、「国際社会にリーダーシップを発揮する能力と異質な文化に対する柔軟な心を備え、いついかなる時も品位ある態度を堅持することのできる人間」のことを指す。現在は、同校教育が目指す人物像を"スクール・アイデンティティ"として「深い自己理解のもと、個性を生かし、社会に積極的に関わっていく、自立した個人」と明示している。
校訓
凡ソ本校ノ生徒タル者ハ誠實心ヲ秉リ礼敬身ヲ持シ 善ヲ爲スニ勇ニ 過ヲ改ムルニ敏ニ 己ニ克チ慾ヲ制シ 身體ヲ錬磨シ艱苦ニ耐忍シ專ラ修學ニ勤メ 敢テ小成ニ安ンスルコトナク 日夜淬砺シテ士君子タルノ修養ヲ完ウシ國家ノ忠良タルコトヲ期スヘシ 此志ヲ堅持シテ移ラサル之ヲ立志ト請ヒ 此志ヲ実行シテ倦マサル之ヲ篤行ト請フ 諸子其レ立志篤行 以テ本校敎育ノ主旨ニ副ヘヨ
校章
1903年（明治36年）に制定。三つ葉銀杏を背景に、旧制中学校時代は「中」の文字を、新制高等学校になってからは「高」の文字を置く。銀杏をモチーフに用いたのは、初代校長の野田寛が、大和魂を象徴する桜に対して銀杏を「肥後魂」の象徴としたことに由来する。
校歌
旧制熊本中学校時代の1910年（明治43年）に創立10周年を記念して制定。 作詞は池辺義象（京都帝国大学講師）、作曲は岡野貞一（東京音楽学校（現・東京芸術大学）助教授）によるもの。新制高等学校発足後も継承された。
日課
1校時を65分間としている。月・水・金曜日は各65分間の5時限授業。火曜日は6時限授業。木曜日は5時限授業の後に50分のLHR（ロングホームルーム）。
制服
男子は一般的な黒の詰襟学生服で、両袖口に1本の白線を織り込んだ黒地の蛇腹織リボンが縫い付けてある。女子の制服は、上下とも紺色のセパレートタイプのブレザー(イートンジャケット)で、スカートには同校の校章を模したバックルを有するベルトが付属する。
交流
1996年（平成8年）からイギリスのパブリックスクールであるイートン・カレッジと定期的な交流を行っている。毎年、生徒から希望者を募り、夏季休暇中に3週間ほどカレッジ内に滞在させ、地元学生との交流 を図っている。同校ではこの行事を「イートン校サマースクール」と称している。かかる費用は、平成22年度は約60万円ほどである。また、1999年（平成11年）より、熊本県立済々黌高等学校との間で年に1度の野球対抗戦が行われている。
同窓会
同窓会の名称は「江原会（コウゲンカイ）」と呼ばれる。名称は「大江源頭」に因む。県外への進学者も多いことから、東京、東海、関西、福岡などに地区江原会、また、熊本地区の青年に限定した江原会として「青年江原会」もある。

## 沿革
熊本県立熊本中学校（旧制中学校、1879年（明治12年）- 1888年（明治21年））、熊本県立済々黌高等学校#沿革も参考。
- 1900年（明治33年）
  - 4月1日 - 熊本県中学済々黌より熊本県中学第二済々黌として分離される。定員は600名と定められる。
  - 6月 - 野田寛、初代黌長に就任[4]。
- 1900年（明治33年）12月 - 済々黌が県費支弁校となり、「熊本県熊本中学校」と改称。
- 1901年（明治34年）6月 - 「熊本県立熊本中学校」と改称。補習科を設置。
- 1903年（明治36年）
  - 4月 - 玉名郡弥富村に、熊本中学校玉名分校として分校を設置。
  - 制服・制帽を改定。徽章を三つ葉銀杏に改める。
- 1904年（明治37年）10月 - 飽託郡大江村（現在の熊本市中央区新大江）に新校舎が完成し、移転。
- 1906年（明治39年）- 玉名分校が分離し、熊本県立玉名中学校[5] として独立。
- 1909年（明治42年）4月 - 校訓を制定し「士君子教育」を提唱。英国の男子全寮制パブリックスクールの教育理念を導入。
- 1910年（明治43年）10月 - 創立10周年記念式典を挙行。校歌を制定。
- 1912年（大正元年）11月 - 講堂が完成。
- 1923年（大正12年）1月 - 学生自治の気風を養成するために学級会が組織される。
- 1925年（大正15年）3月 - 野田寛校長退任。
- 1927年（昭和2年）6月 - 福田源蔵校長着任。
- 1928年（昭和3年）4月 - 定員1000名となる。
- 1939年（昭和14年）12月 - 2階建て170坪の新校舎落成。
- 1944年（昭和19年）
  - 6月 - 鹿屋飛行場への動員が始まる。
  - 9月 - 学徒動員令により、健軍町の三菱重工飛行場への動員が始まる。
- 1945年（昭和20年）
  - 7月1日 - 熊本大空襲により図書館を残し、校舎が全焼。
  - 9月 - 大江校・出水校を借用。
  - 11月 - 旧十六部隊跡兵舎を仮校舎に授業を再開。（1954年（昭和29年）9月まで続く。）
- 1947年（昭和22年）4月 - 学制改革時の暫定措置として、併設中学校を設置し、旧制中学校の2・3年生を収容。（旧制中学校は廃止、新制中学校が発足。）
- 1948年（昭和23年）
  - 4月 - 学制改革により、「熊本県立熊本高等学校」（男子校）と改称。旧制中学校4・5年生と卒業生希望者を収容。
  - 5月 - 「熊高学苑新聞」創刊。
  - 6月 - 定時制が発足。
- 1949年（昭和24年）
  - 3月 - 併設中学校を廃止。
  - 4月 - 新学区制導入により男女共学となる。初の女子生徒8名が入学。
  - 9月 - 熊本県立第一高等学校より定時制が移管・統合される。
- 1953年（昭和28年）6月26日 - 熊本大水害で、校舎が浸水。
- 1954年（昭和29年）- 新校舎が完成し、移転。
- 1970年（昭和45年）3月 - 野田・福田両校長の胸像除幕。
- 1971年（昭和46年）2月19日 - 第3棟（普通教室・食堂・文化部部室）が火災で焼失。プレハブ校舎での授業を行う。
- 1974年（昭和49年）- 校舎改築工事が完了。
- 1979年（昭和54年）3月 - 熊本県立江津高等学校（現・熊本県立湧心館高等学校）の新設に伴い、定時制課程の募集を停止。
- 1980年（昭和55年）11月 - 江原会館（同窓会館）が完成。
- 1982年（昭和57年）3月 - 定時制課程を廃止。弓道場が完成。
- 1996年（平成8年）1月 - 体育館・プールが完成。
- 1996年（平成8年）- イートン・カレッジサマースクールに初めて参加。
- 1998年（平成10年）10月 - イートン・カレッジボート部が来校。
- 1999年（平成11年）- 熊本県立済々黌高等学校と、年に1度の野球対抗戦を開始。
- 2000年（平成12年）
  - 10月 - イートン・カレッジ聖歌隊チャペルクワイアが来校。
  - 11月 - 創立100周年記念式典を挙行。キャッチフレーズは「友だちはいつも、ここにいる。」。
- 2001年（平成13年）8月 - ひのくに新世紀総体2001においてバスケットボール・水球競技の会場となる。
- 2009年（平成21年）3月 - バリアフリー化により校舎にエレベーターを設置。
- 2010年（平成22年）11月 - 創立110周年記念式典を挙行。
- 2016年（平成28年）４月 - 熊本地震により管理棟など校舎の一部と体育館アリーナが損壊。運動場にプレハブ校舎を仮設。

## 学校行事
生活・行事・授業などでは3学期制であるが、成績に関しては前期・後期で分ける2学期制をとる。
前期
- 4月 - 入学式、対面式、1年オリエンテーション、2・3年実力養成考査、新入生テスト、1年士君子合宿
- 5月 - スポーツテスト、身体計測・健康診断、生徒会役員選挙、第1回AT（定期考査）、育友会（PTA）総会、教育実習、県高校総体・総文祭
- 6月 - 全校一斉英単語テスト、高校総体
- 7月 - 第2回AT、各学年保護者懇親会、校内水泳大会、イートン校サマースクール、前期課外（補習）
- 8月 - 後期課外（補習）、熊高音楽祭
- 9月 - 1・2年実力養成考査、体育祭、文化祭

後期
- 10月 - 第3回AT、1・2年小論文コンクール、新2年コース説明会、創立記念日、学校説明会、済々黌高等学校との野球交流戦
- 11月 - 創立記念講演、芸術鑑賞、1年第4回AT、1・2年保護者会、クラスマッチ(3年)
- 12月 - 修学旅行、2・3年第4回AT、1・2年県下一斉テスト(2012年から実施しない)、冬季課外
- 1月 - 1・2年実力養成考査、百人一首大会、3年大学入学共通テスト、1・2年小論文コンクール、予餞会
- 2月 - 1・2年第5回AT、国公立大学前期試験
- 3月 - 卒業式、クラスマッチ（球技大会、1・2年）、国公立大学後期試験

## 部活動
運動部
- バレーボール部
- サッカー部
- ハンドボール部
- 野球部
  - 1953年（昭和28年）8月 - 第35回全国高等学校野球選手権大会（夏の甲子園）に出場。（初出場）
  - 1955年（昭和30年）8月 - 第37回全国高等学校野球選手権大会に出場。（2度目）

- ソフトテニス部
- 卓球部
- バスケットボール部
- 陸上競技部
- ラグビー部
  - 1989年（平成元年）12月 - 第69回全国高等学校ラグビーフットボール大会（花園）に出場。（初出場）
  - 1992年（平成4年）12月 - 第72回全国高等学校ラグビーフットボール大会に出場。（2度目）
  - 1993年（平成5年）12月 - 第73回全国高等学校ラグビーフットボール大会に出場。（3度目）
  - 1997年（平成9年）12月 - 第77回全国高等学校ラグビーフットボール大会に出場。（4度目）

- 水球・水泳部
- 空手部
- 剣道部
- 弓道部
  - 1964年（昭和39年）6月 - 第19回国民体育大会（新潟県）で男子弓道部が優勝。

- 山岳部
- テニス部
- バドミントン部
- 体操・新体操部
- ボート部
- 応援団部
- ダンス同好会

文化部
- 吹奏楽部
- 美術部
- 演劇部
- 物理部
- 化学部
- ESS（English Speaking Society）
- 華道部
- 書道部
- 放送部
- グリークラブ
- 女声コーラス部
- 茶道部
- 社会問題研究会
- 百人一首部
- 文芸部
- 囲碁・将棋部
- CI同好会
- K・S・O（弦楽オーケストラ）部
- ディベート部
- 江原太鼓部
- 漫画研究会
- ジャズ研究同好会
- アコースティックギター同好会
- ボランティア部
- ジャグリング同好会
- クイズ研究同好会
- 図書部同好会

## 熊本地震（2016年）の影響
熊本地震 (2016年)による建物等の被害は以下のとおりである。
- 第1棟(職員室・特別教室など)-外壁の損傷や一部倒壊、水道管の破裂による水浸し　(生徒の立ち入りは禁止。)
- 渡り廊下-外壁の損傷　(全面的に使用禁止)
- 体育館-アリーナの天井一部損傷により全面的に使用禁止　(ただし、8月より1階の柔道場・剣道場・トレーニングルームは開放。)
- 東門・弓道場付近の塀-倒壊
- 北門側石垣-一部倒壊
- 野田寛初代校長・福田源蔵第3代校長の銅像-揺れにより、台座の正位置より少しずれている。

このほかにも、多数、被害が見られる。グラウンドに仮設校舎が建設され、職員室や物理室・情報科室などの特別教室が入室していた(2019年2月に解体)。音楽室は第3棟(通称:隔離棟)に入室。被服室・進路室が入室していた特別棟は、補修を終え2017年秋より使用を再開。また、図書館棟が改修(2020年3月完成）。体育館アリーナは2018年2月より使用を再開。

## アクセス
最寄りの鉄道駅
- JR 豊肥本線 「水前寺駅」
- 熊本市交通局（路面電車）「味噌天神前電停」

最寄りのバス停
- 熊本都市バス（島崎保田窪線） 「熊高正門前」バス停下車徒歩1分
- 熊本都市バス（子飼渡瀬線） 「熊高裏」バス停下車徒歩5分

最寄りの道路
- 熊本県道28号熊本高森線、「白山」交差点
- 熊本県道103号熊本空港線